# Capão da Porteira

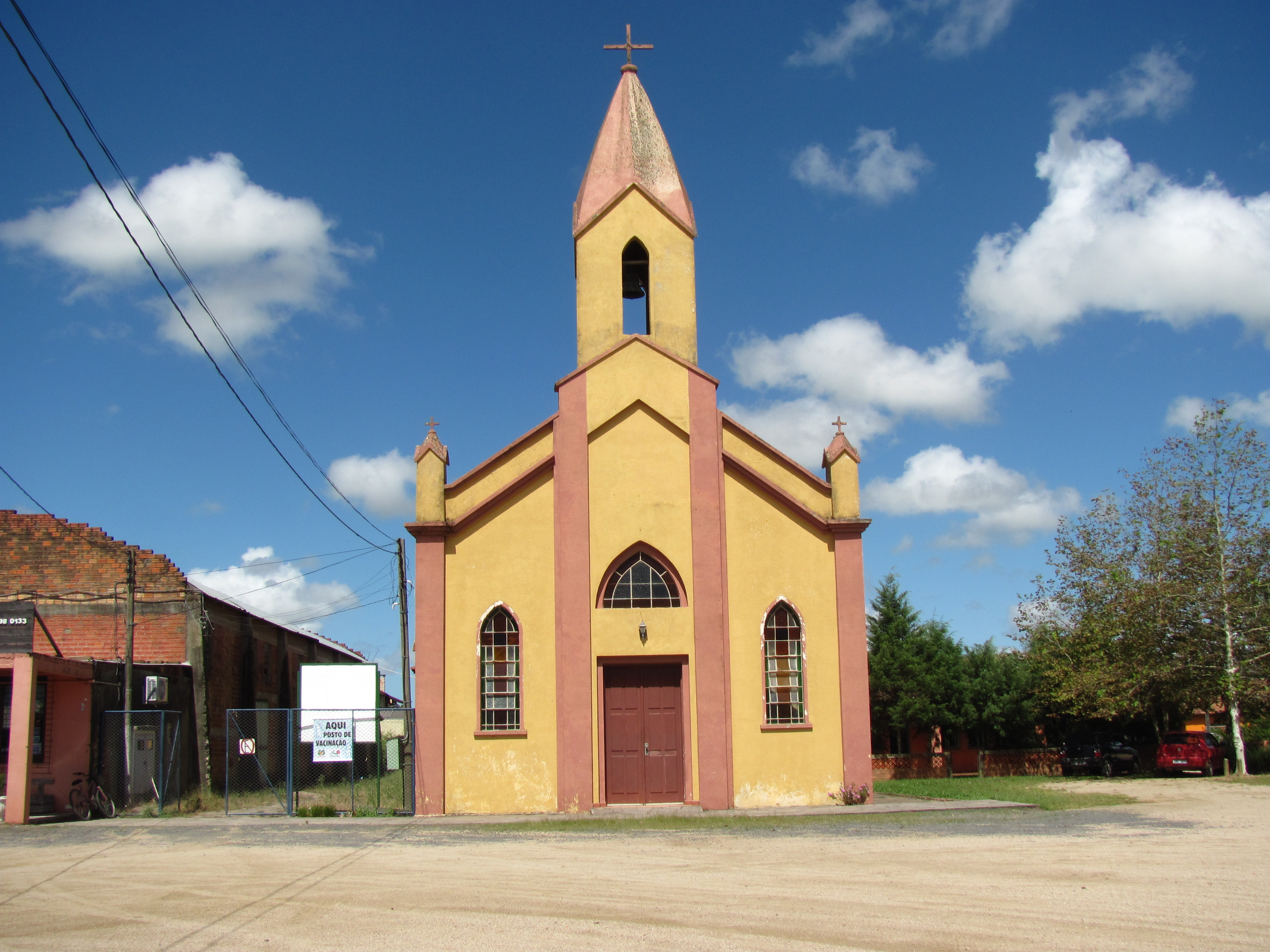
Igreja em Capão da Porteira

Capão da Porteira é um distrito do município de Viamão, no Rio Grande do Sul. Abrange o extremo leste do município e faz fronteira com o distrito de Águas Claras. 

## História
Em 1895, por meio de ato administrativo, foram anexados ao distrito de Viamão, três novos distritos: Estiva, Itapuã e Lombas. Surgiu então o município de Viamão, que passou a ser constituido por distritos. Com o decorrer das décadas, e em razão de mudanças administrativas, houve algumas modificações na nomenclatura e quantidade de distritos. Na década de 1950, o município era formado por quatro distritos: Viamão, Itapuã, Passo do Feijó e Passo do Sabão.
Em junho de 1962, o então prefeito de Viamão Frederico Dihl, sancionou decreto, que buscava uma nova divisão político admistrativa no município. Foram criados quatro novos distritos: Águas Claras, Passo da Areia, Espigão e Capão da Porteira. O município passou então a ter oito distritos. 
Em setembro de 1965, o governo do estado expediu novo decreto, que emancipou o distrito de Passo do Feijó. Surgiu então o município de Alvorada. 
Atualmente, o município de Viamão é dividido em oito distritos: Águas Claras, Capão da Porteira, Espigão, Itapuã, Passo da Areia, Passo do Sabão, Viamão e Viamópolis. 